# Порденоне
Пордено́не (итал. Pordenone, фриул. и вен. Pordenon, лат. Portus Naonis) — город в итальянском регионе Фриули-Венеция-Джулия, административный центр одноимённой провинции.
Покровителями города почитаются Мадонна делле Грацие (Мадонна Милостивая) и святой апостол и евангелист Марк. Праздник города — 25 апреля.

## Культура
В городе находится Собор Порденоне, построенный во второй половине XIII века в романско-готическом стиле. С октября 1974 года это главный храм епархии Конкордия-Порденоне.
C 1981 года в Порденоне проходит международный фестиваль немого кино, а с 2000 года здесь проводится издательская выставка Pordenonelegge.it.
Именно в этом городе зародился итальянский бренд бытовой техники Zanussi.

## Знаменитые уроженцы
- Одорико Порденонский — католический путешественник и миссионер-францисканец, в 1316-1330 годах совершивший путешествие в Византию, Персию, Индию и Китай, а также на острова Ормуз, Цейлон и Суматра.
- Порденоне — художник.
- Лино Дзанусси[англ.] (Порденоне, 15 февраля 1920 — Сан-Себастьян, 18 июня 1968) — итальянский предприниматель. С 1946 года - глава компании Zanussi.

## Города-побратимы
Порденоне является городом-побратимом следующих городов:
- Шпитталь-ан-дер-Драу, Австрия (1987)
- Сан-Мартин, Аргентина (2003)
- Иркутск, Россия (2005)
- Окава, Япония